# Vlag van Assen

Vlag van de gemeente Assen

Marktstraat vlag

De vlag van Assen is bij raadsbesluit op 21 mei 1959 vastgesteld als de gemeentelijke vlag van Assen. De vlag bestaat uit twee gelijke banen in de kleuren blauw en wit. Deze vlag werd eerder als onofficiële vlag gevoerd.

## Achtergrond
De kleuren in de vlag verwijzen naar de gebruikte kleuren in het gemeentewapen. Overigens heeft de gemeente naast deze vlag een andere vlag gevoerd met drie gelijke banen in de kleuren blauw, wit en geel voor het definitief besluit in 1959. Het besluit over de vlag werd genomen op de vooravond van de herdenking Assen zeven eeuwen stadsrechten. Deskundigen hadden de kleuren blauw en wit geadviseerd. Het voorstel werd met zestien stemmen voor en drie stemmen tegen aangenomen. Daardoor werd het voorstel (blauw-wit-geel) van De Rooy niet meer in stemming gebracht. Wel hingen tijdens de herdenking de vlaggen met het geel in de Marktstraat tijdens de feestelijkheden.

## Verwante afbeeldingen

Wapen van Assen

Aa en Hunze ·
Assen ·
Borger-Odoorn ·
Coevorden ·
De Wolden ·
Emmen ·
Hoogeveen ·
Meppel ·
Midden-Drenthe ·
Noordenveld ·
Tynaarlo ·
Westerveld